# Vanja Brčić
Vanja Brčić ist ein kroatischer Amateurastronom, der 1995 an der Entdeckung zweier Asteroiden des Hauptgürtels beteiligt war.

## Leben und Wirken

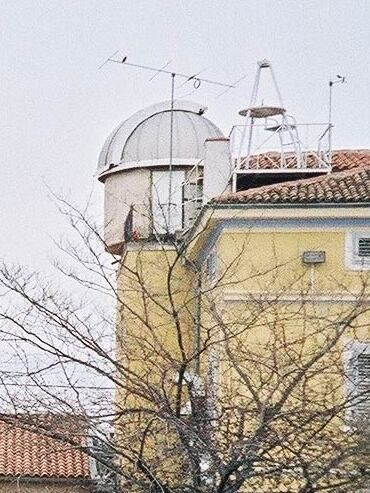
Die erste Wirkungsstätte von Vanja Brčić: Sternwarte Višnjan

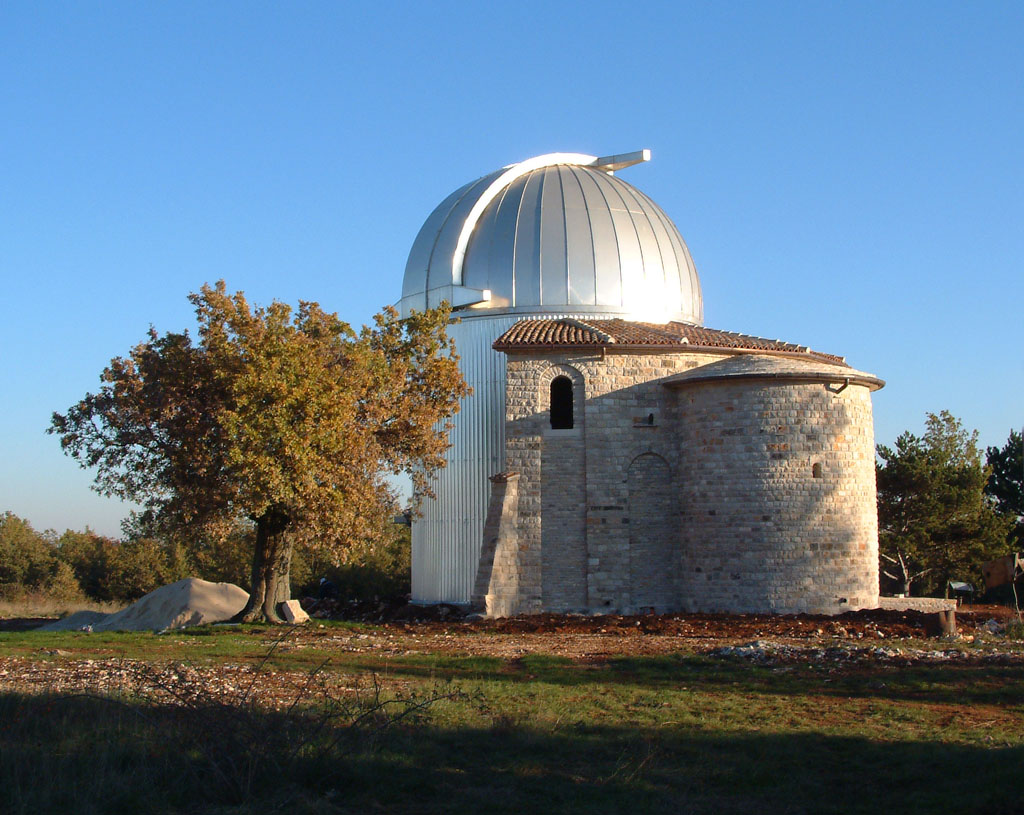
Das neue Observatorium außerhalb der Stadt auf dem Hügel Tičan (2001)

Bereits seit der Grundschule interessierte sich Vanja Brčić für technische Themen wie Robotik, Elektronik und Computer. Nach dem Zerfall Jugoslawiens und der dadurch ausgelösten wissenschaftlichen und technologischen Krise in Kroatien engagierte er sich ab 1993 in einer kleinen Gruppe von Amateurastronomen um Korado Korlević beim Wiederaufbau der Sternwarte in Višnjan. Dabei war Brčić insbesondere für die Automatisierung des neu zu errichtenden Teleskops verantwortlich. Unter schwierigen Bedingungen begannen sie den Bau eines neuen Instruments, das auch unter einem internationalen Militärembargo aus lokal verfügbaren Materialien entstand.
Im Mai 1995 erfolgten erste experimentelle Beobachtungen mit dem neuen Teleskop. Bereits im Oktober desselben Jahres entdeckten Brčić und Korlević zwei Asteroiden: (48641) 1995 UA1 am 20. Oktober 1995 sowie (11604) Novigrad am 21. Oktober 1995. Diese wurden vom Minor Planet Center offiziell anerkannt.
Auch Jahrzehnte danach war Brčić am neuen Standort des Višnjan-Observatoriums auf dem Tičan-Hügel weiterhin als Amateurastronom aktiv. So beteiligte er sich 2019 an der Beobachtung und Dokumentation des Asteroiden 2019 KL, was in den Minor Planet Electronic Circulars des Minor Planet Centers verzeichnet ist. Neben den kroatischen Beobachtern wurden dort auch mehrere internationale Teams aus Italien und den USA genannt.
Über Brčićs Leben außerhalb der Astronomie sind nur wenige öffentliche Informationen bekannt. Seit 1999 ist der IT-Fachmann Inhaber des Software- und Webdesign-Unternehmens Navacom mit Sitz in Poreč. Im Dezember 2015 hielt er einen Vortrag beim Radioklub Pazin zum Thema 3D-Druck und additive Fertigung. Dort erläuterte er Grundlagen und Verfahren des 3D-Drucks und zeigte praktische Anwendungen, darunter den Bau und Betrieb eines selbstentwickelten Delta-3D-Druckers. Zu dieser Zeit war Brčić zudem als IT-Direktor bei der kroatischen Hotelkette Liburnia Riviera Hoteli tätig.